# حديقة يابانية
الحديقة أو الحدائق اليابانية (باليابانية: 日本庭園) هي البساتين التي يتم العناية بها في اليابان حسب الطرق التقليدية، وتقوم هذه الطرق على فن خاص يعود تاريخه إلى العهود القديمة. يمكن العثور على هذه الحدائق في بعض البيوت التقليدية اليابانية، في الحدائق العمومية، في المعابد البوذية والمزارات الشنتوية، وفي بعض القصور القديمة. تعتبر حدائق «زن» (مذهب بوذي) الأشهر على الإطلاق في اليابان والعالم.

## العناصر

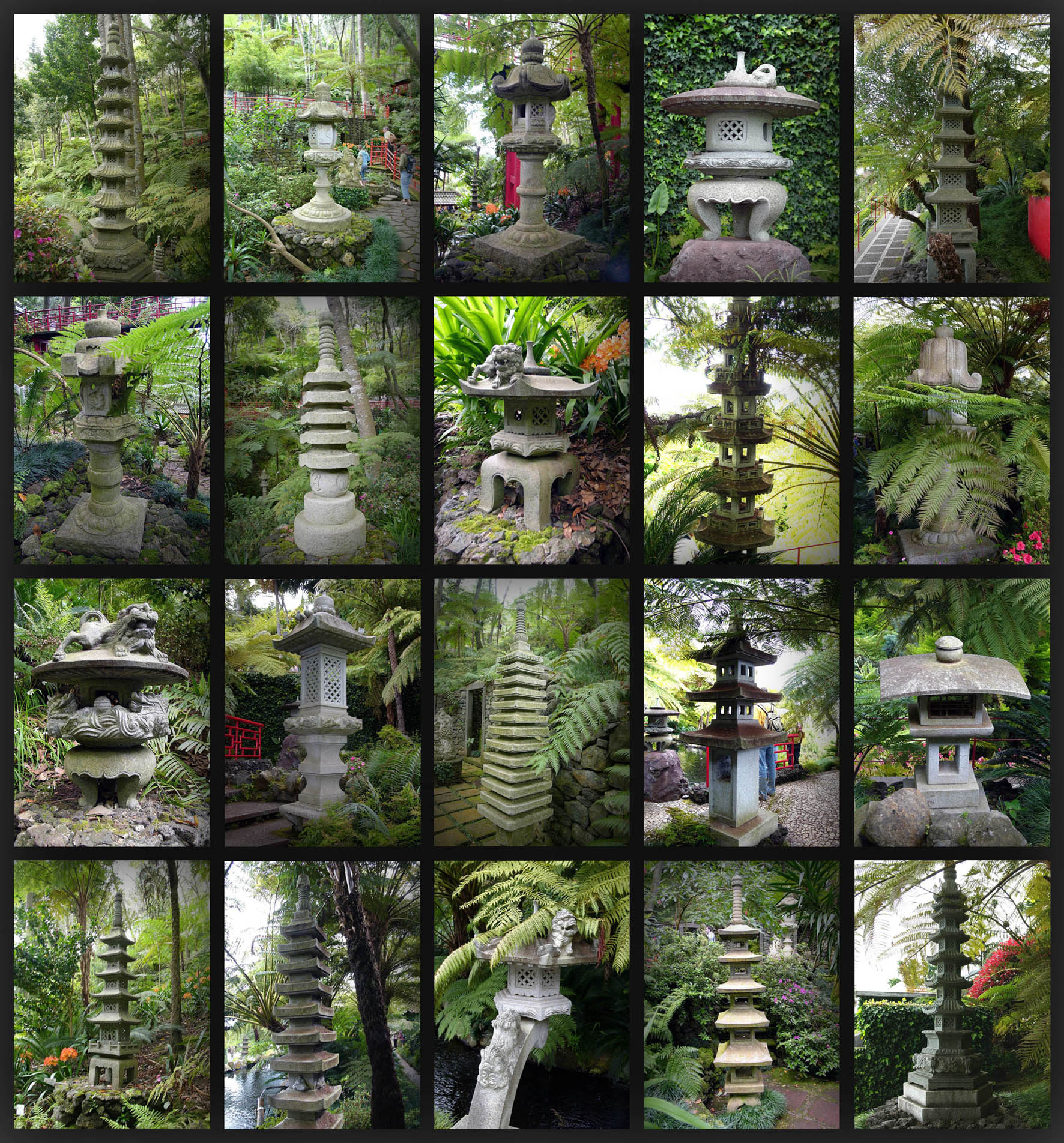
Stone lanterns in Monte Palace Tropical Garden on Madeira

تتألف الحدائق اليابانية من عدة عناصر وهذه أهمها:
- الماء: وهو العنصر الأساسي في تركيبة الحدائق اليابانية، يساهم في إعادة إبراز مظاهر الطبيعة. يمثل الماء في الفلسفة الشرقية عملية التجدد، السكون والاستمرارية في العالم الآخر. تشيّد بعض الحدائق، على غرار حدائق سانسوئي، على درجات مختلفة الارتفاع للسماح للمياه بالتدفق. تتعد مظاهر الماء في الحدائق، بعضها يتجمع في الأحواض، بعضها يتدفق في الجداول، وبعضها الآخر ينصب في الشلالات. يساهم الماء المتدفق في ترطيب الجو أثناء فصل الحر. يتم توجيه الأحواض، البرك والشلالات حسب زاوية معينة، حتى تنعكس أشعة الشمس عليها. يحب البعض أن يشبه الربوة المنتصبة في الحديقة بالإمبراطور، الماء برجال البلاط المتزلفين والصخور بالجند القائمين على رأس الإمبراطور والذين يحاولون عبثا صد هؤلاء المتزلفين عنه.
- الصخرة: تولي الفلسفة الشرقية اعتناء خاصا بهذا العنصر. تمثل الصخور حالة الدوام والاستمرارية، كما يتجلى عبرها حضور قوى الطبيعة، تقوم بتثبيت الحديقة في الأرض وتعطي لها طابعا مميزا. تعطي الصخور للحديقة معالم وأبعاد إضافية، يمكن عن طريقها أن تتشكل الشلالات، الجداول والبرك. تحترم العقيدان الشنتوية والبوذية كل مظاهر الحياة، ولا تفرق بين الإنسان والطبيعة. فالصخرة لها رأس، رجل وبطن، وقد تكون في أوضاع مختلفة، منتصبة أو منبطحة، لا يجب على الإنسان أن يجبرها على شيء من ذلك. يتم اتباع طريقة خاصة عند وضع الصخور، ترتب حسب أشكالها، أحجامها وألوانها (يحضر وضع الصخور الحمراء في ناحية الشمال، ولا زرقاء اللون في الغرب، ولا البيضاء في الشرق ولا السوداء في الجنوب)، عادة ما توضع على شكل أزواج من شكلين مختلفين (إحداهما تمثل الرجولة والأخرى الأنوثة). يجب أن تتم محاكاة الطبيعة بأفضل شكل ممكن عند وضعها وتجنب رصها جنبا إلى جنب حتى لا يتم تعكير صفو تناغم هذا المجسم المصغر للكون (الحديقة).

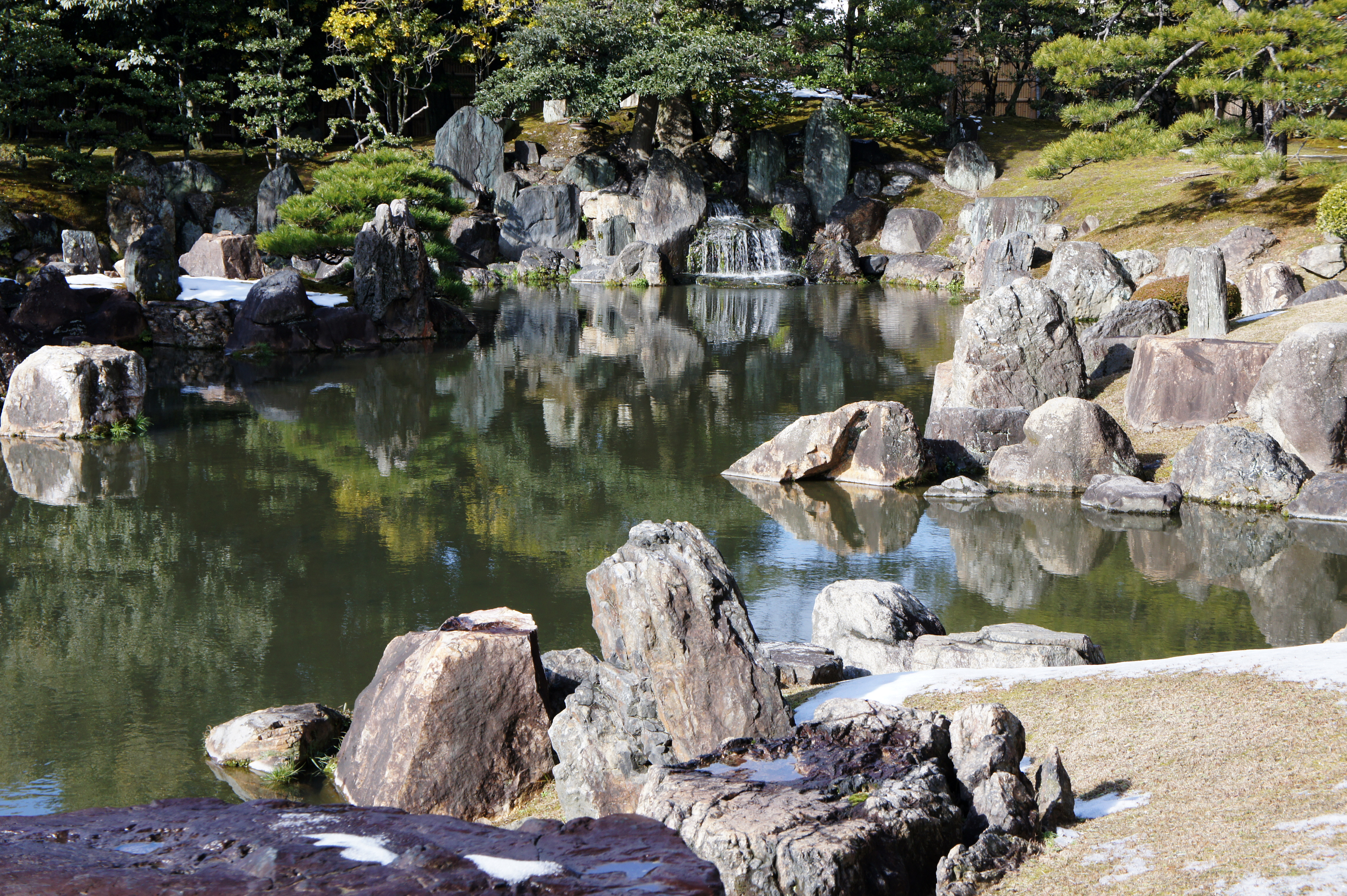
حديقة التلال: يتم في هذا النوع من الحدائق محاولة محاكاة الطبيعة - اللقطة من حديقة نيجوجو-إن في كيوتو

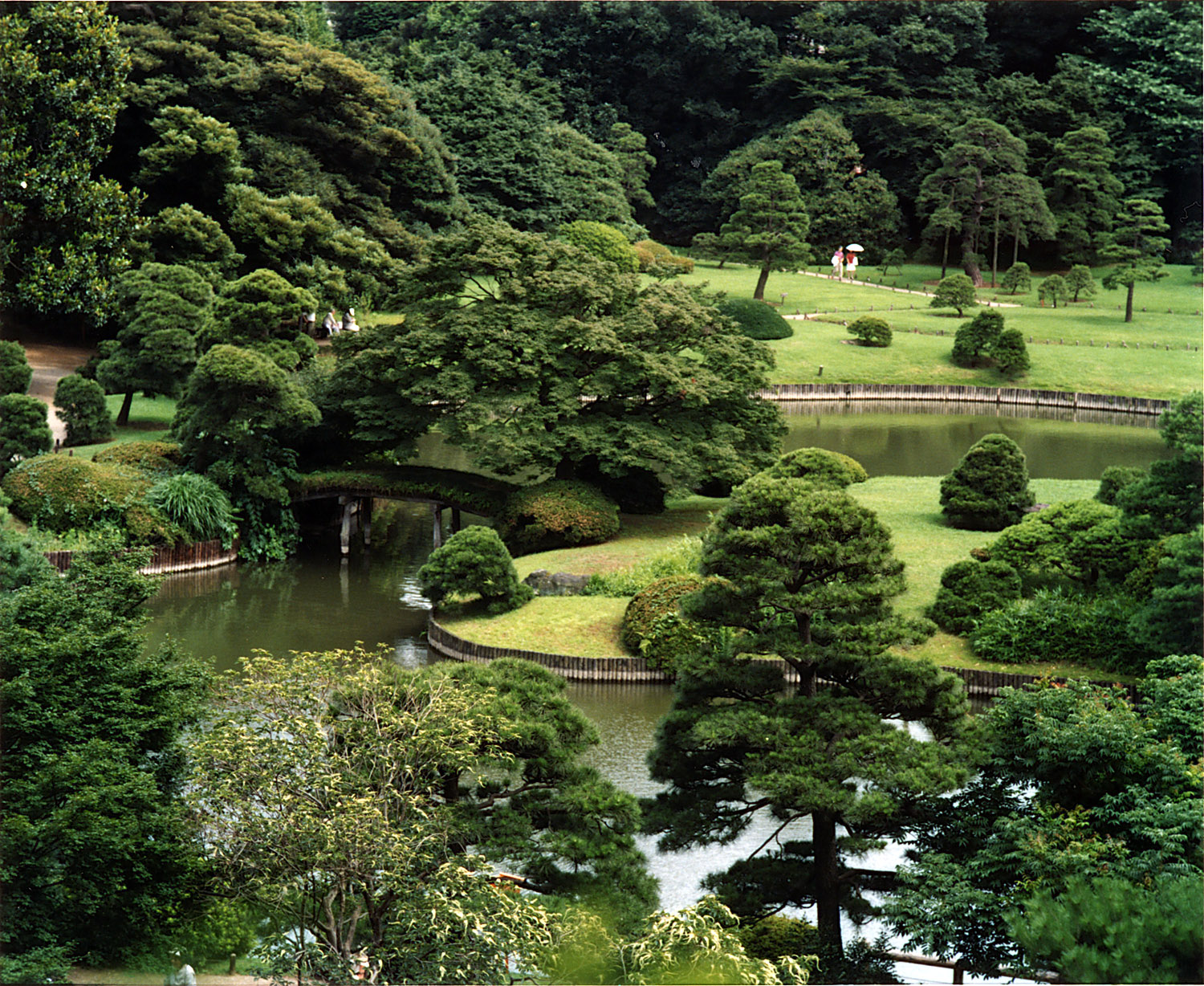
حديقة التلال: لقطة من حديقة ريكوجي-إن في طوكيو

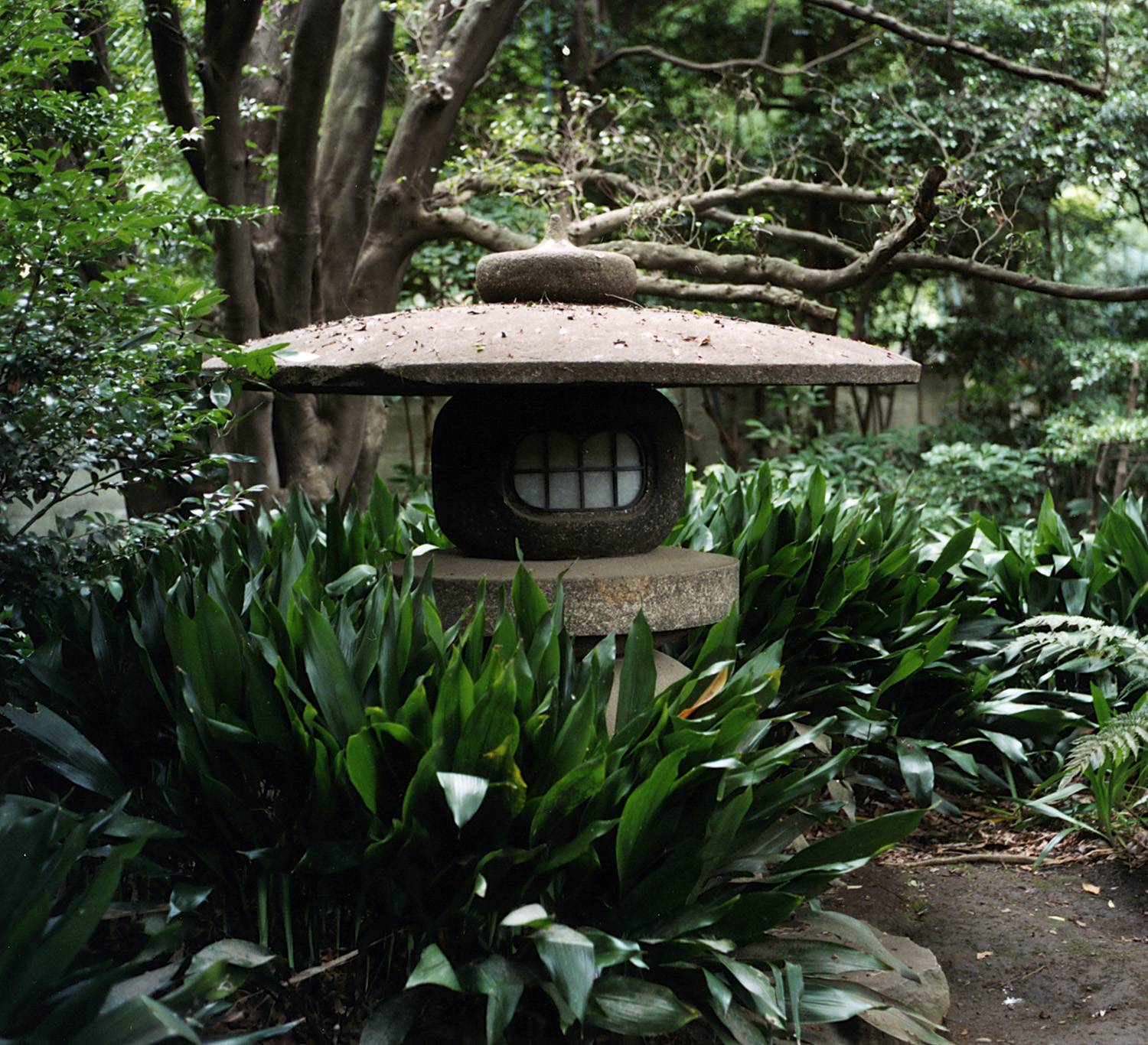
الفانوس الحجرى في إحدى الحدائق اليابانية (ريكوجي-إن في طوكيو)

- الفانوس: مع بداية الاحتفاء بطقوس الشاي، أخذت الفوانيس مكانها في تركيبة الحدائق اليابانية. كانت وظيفتها الأصلية إرشاد الزوار أثناء قيامهم ببعض المراسيم الليلية، يعتقد أن النور التي تبثه هو بمثابة شعاع المعرفة والذي سيقوم بطرد سحابة الجهل التي تطوف في المكان. عادة ما يتم نحت هذه الفوانيس على الصخور.
- الجسر: هو مكان العبور إلى العالم الصوري، عادة ما يتوقف عنده الزوار للتمتع بجمال الطبيعة، واستنشاق الهواء المنعش ومراقبة أسماك الشبوط وهي تسبح في البركة. تصنع الجسور من الخشب أو البامبو أو حتى من الصخور. تتخذ أشكال منحنية، دائرية على شكل أقواس، وفي بعض الأحيان تكون متعرجة، يجب أن تتناغم دائما مع طبيعة المكان.
- سمك الشبوط: نظرا للكثافة السكانية العالية في اليابان، وقلة المساحات المخصصة على اليابسة لإنشاء البساتين، طور اليابانيون نوعا خاص منها: البساتين المائية. وتعبر أسماك الشبوط بمثابة الورود في هذه الأخيرة. تكاد لا توجد بركة تخلو من هذه الأسماك، تقوم أسماك الشبوط الملونة بإضفاء الحيوية على الأحواض التي تعيش فيها. عرفها اليابانيون منذ قرون عدة، ويتم اختيارها حسب لونها ،حجمها، الأشكال المزخرفة فوق جسمها وجودة حراشفها. يمكن لها أن تعيش حتى 50 سنة، وتمثل في الثقافة اليابانية القوة والعناد والثبات.
- النباتات: يتمتع اليابانيون بمهارة كبيرة في استخدام النباتات للتعبير من خلالها عن مشاعرهم (الفرح التعاسة، المعاناة). يعتبرون أن استخدام هذه الرموز يتيح لهم التواصل مع الطبيعة والمساهمة فيها. تمثل النباتات الأفكار المتنقلة وأشكال الحياة المختلفة. تشبه طريقة العناية بها، تلك المتبعة في فن البونساي، يتم نحت النباتات حتى تتخذ الشكل المناسب ويكون لها التأثير التعبيري الموافق.

## حديقة زن
حديقة زن أو الحديقة الجافة (باليابانية: karesansui == 枯山水 == الطبيعة الناشفة) وأهم ما يميزها هو غياب عنصر الماء، وغالبا ما تتخذ في معابد طائفة زن البوذية. تحاول هذه الحدائق محاكاة الطبيعة ولكن بطريقة تجريدية. يتم تعويض فقدان الماء بوجود الحصى ويتم فرشه بطريقة خاصة لمحاكاة حركة الماء في المحيطات والبحر وغيرها. تنتقى الصخور ذات الأشكال الغريبة وتوضع وسط بساط الحصى، كما تنتشر الطحالب والشجيرات في أرجاءها. تستعمل بعض الحدائق صخورا من نفس النوع للزينة، يتم استقدامها من أنحاء متفرقة من البلاد (اليابان). تنموا شجيرات البامبو، الصنوبر الياباني الأسود والقيقب، على حصيرة من السرخس أو الطحلب. تعتبر حديقة معبد «ريو-آن-جي» في «كيوتو» أشهر الأمثلة على هذا النوع من الحدائق.

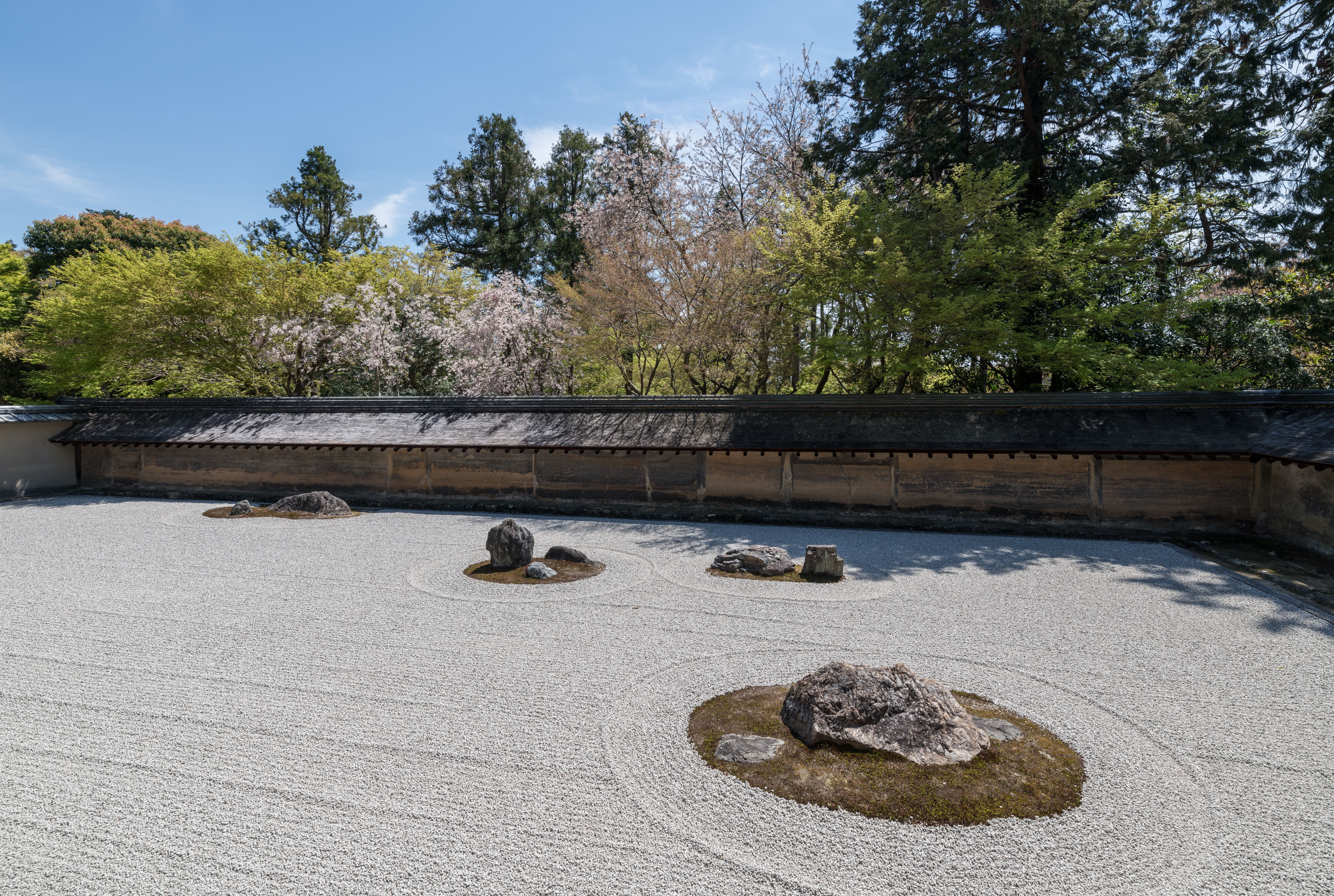
حديقة زن في معبد ريو-آن-جي في كيوتو

## حديقة التلال

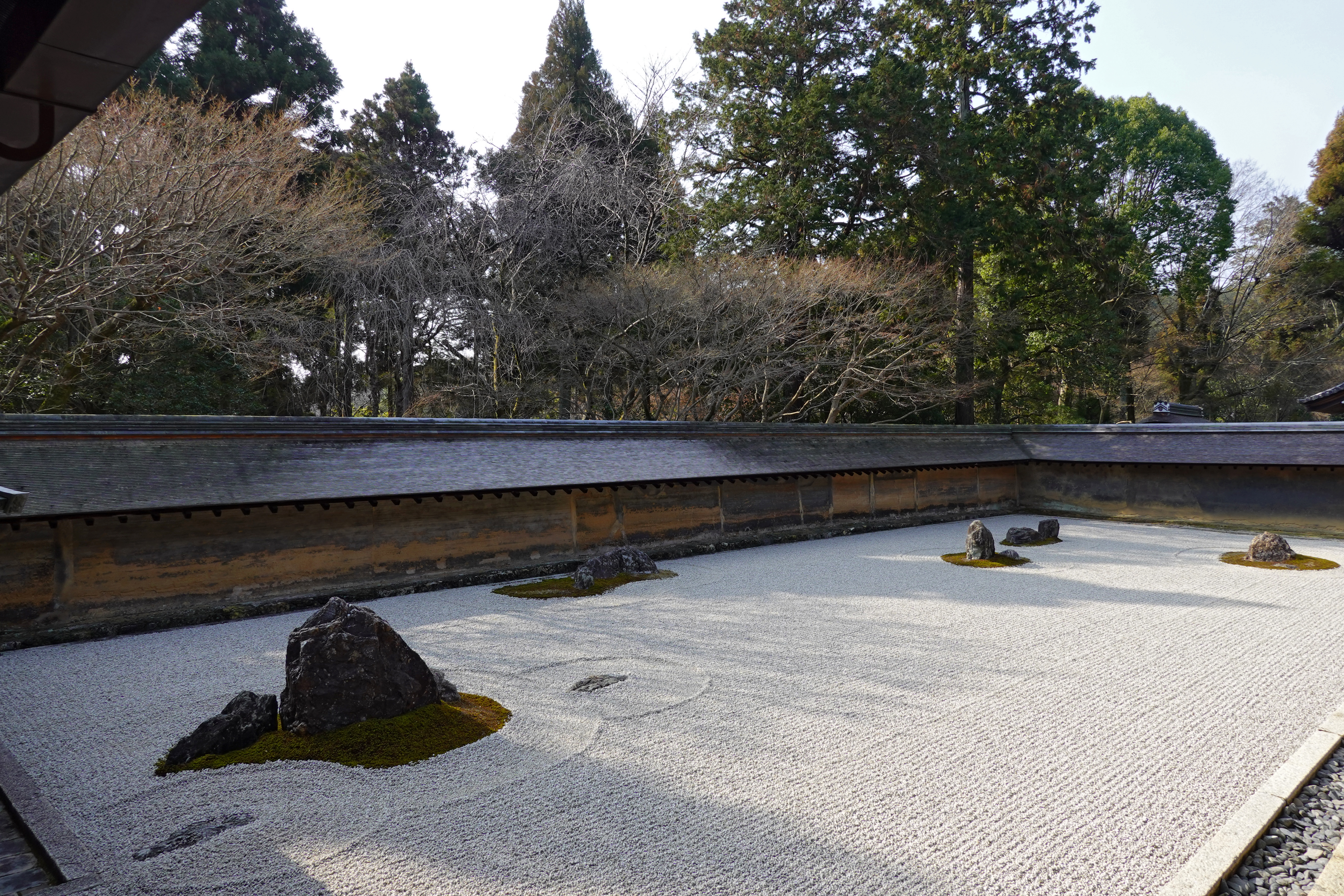
حديقة في ريو-آن-جي في كيوتو

حديقة التلال (tsukiyama == 築山 == الجبل المركب): تحاول هذه الحدائق أن تحاكي الفردوس أو الجنة كما تصورها العقيدة البوذية، يتم وضع عناصرها بطريقة تجعل منظرها يبدوا طبيعيا للزائر، ويجب أن تتناغم الحديقة مع محيطها الطبيعي وتتوحد معه. تتواجد بعدة مساحات، الحدائق ذات المساحة الصغيرة يمكن تأملها منذ موقع معين، من على شرفة المعبد مثلا، بينما يمكن للزائر التجول في الحدائق الكبيرة بإتباع طريق معين، غالبا ما يتخذ شكلا دائريا. تعتبر حديقة «موتسو-جي» في «هيرا-إي زومي» أفضل مثال على هذا النوع من الحدائق. توجد بعض من هذه الحدائق في معبد جناح الفينيق «بيودوئن» بالقرب من «كيوتو» وفي أماكن متفرقة من اليابان.

## حديقة الشاي
حديقة الشاي (باليابانية: chaniwa == 茶庭): تعود هذه الحدائق إلى «فترة أزوشي موموياما». تم تشييدها خصيصا لمراسيم طقوس الشاي، وتضم جناحا ملحقا أو غرفة خاصة يتم فيها إقامة الشعائر الخاصة، وتتيح هذه الحدائق جوا مثاليا يسمح بالتحضير لطقوس الشاي، كما ترمز إلى تواصل هذه الطقوس مع العالم الخارجي. من أهم عناصرها: طريق الأحجار (tobi-ishi = 飛石): والتي تؤدي إلى المكان الذي يقدم فيه الشاي، الحوض الحجري (tsukuba = 蹲踞)، ويقوم قيه الزوار بالتطهر قبل دخول الملحق، بالإضافة إلى بعض الفوانيس الحجرية (tourou == 灯籠).

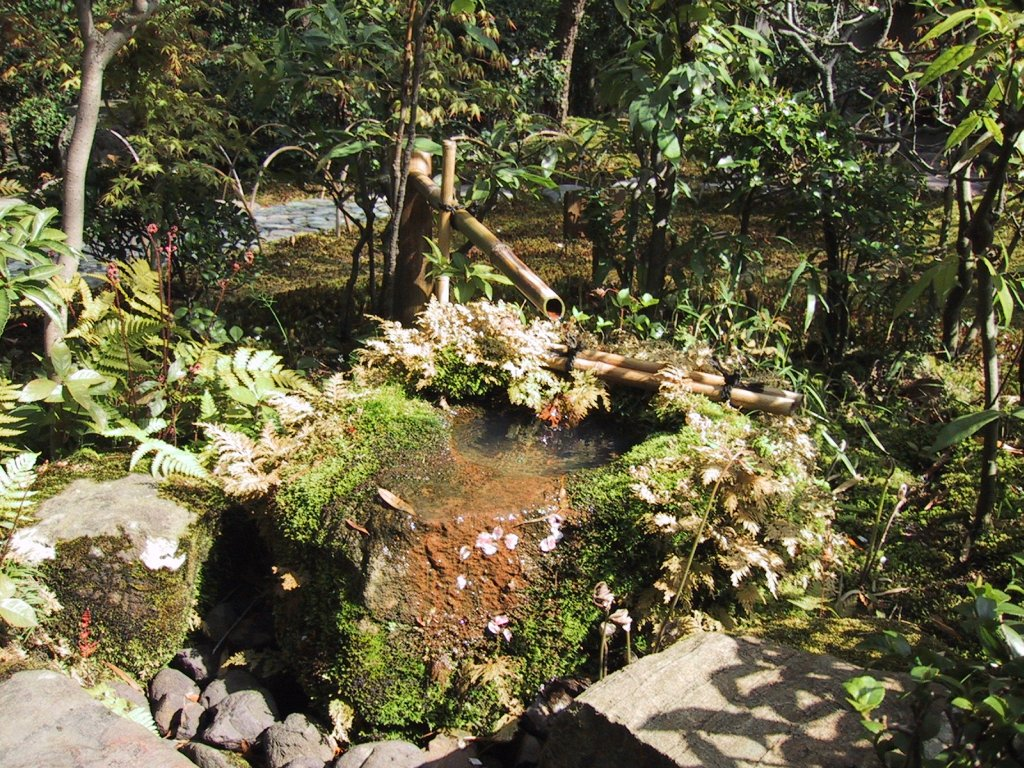
الحوض الحجري في حديقة أوراكو-إن (إينوياما-محافظة آيتشي)

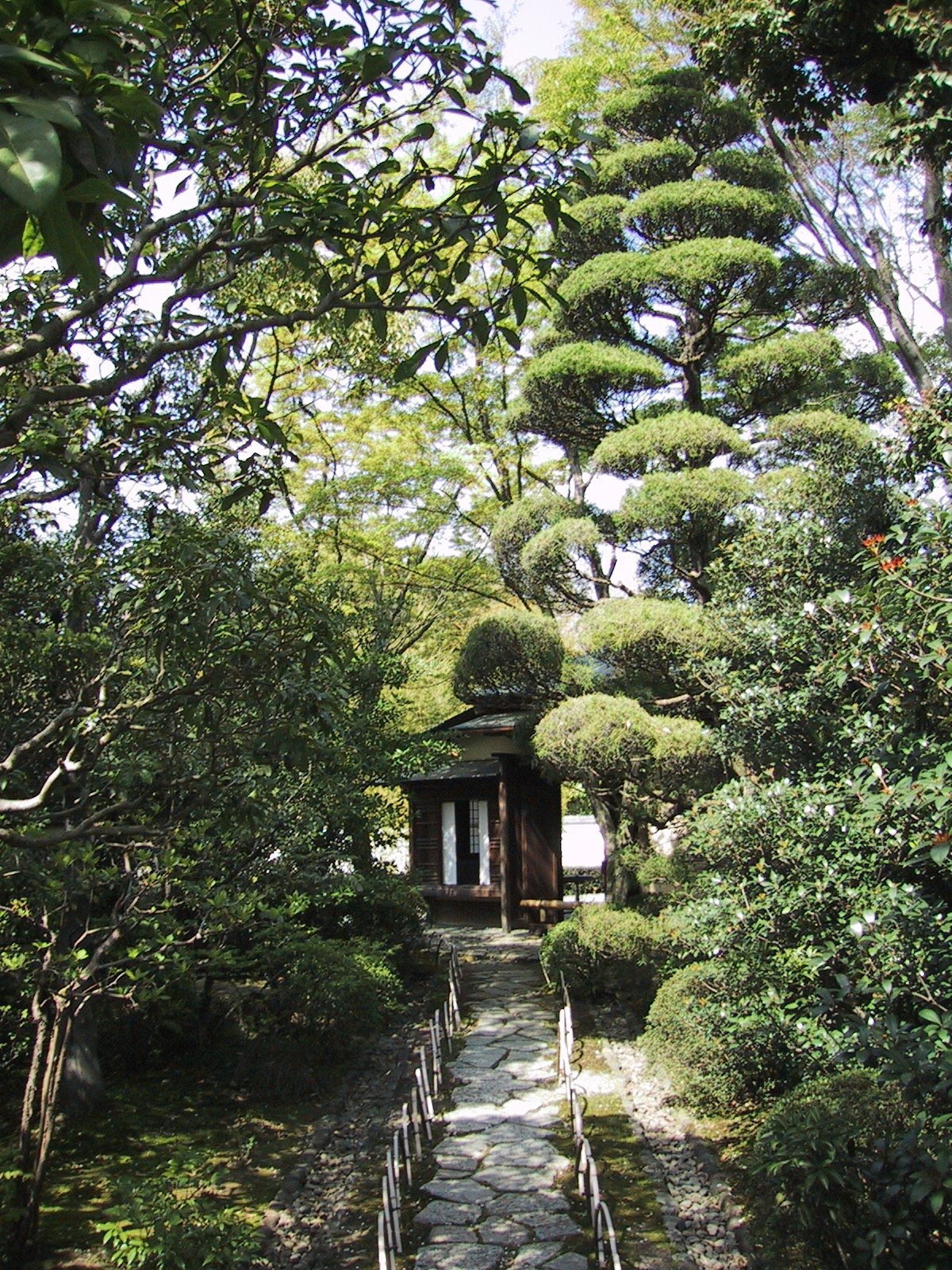
طريق الأحجار في حديقة أوراكو-إن

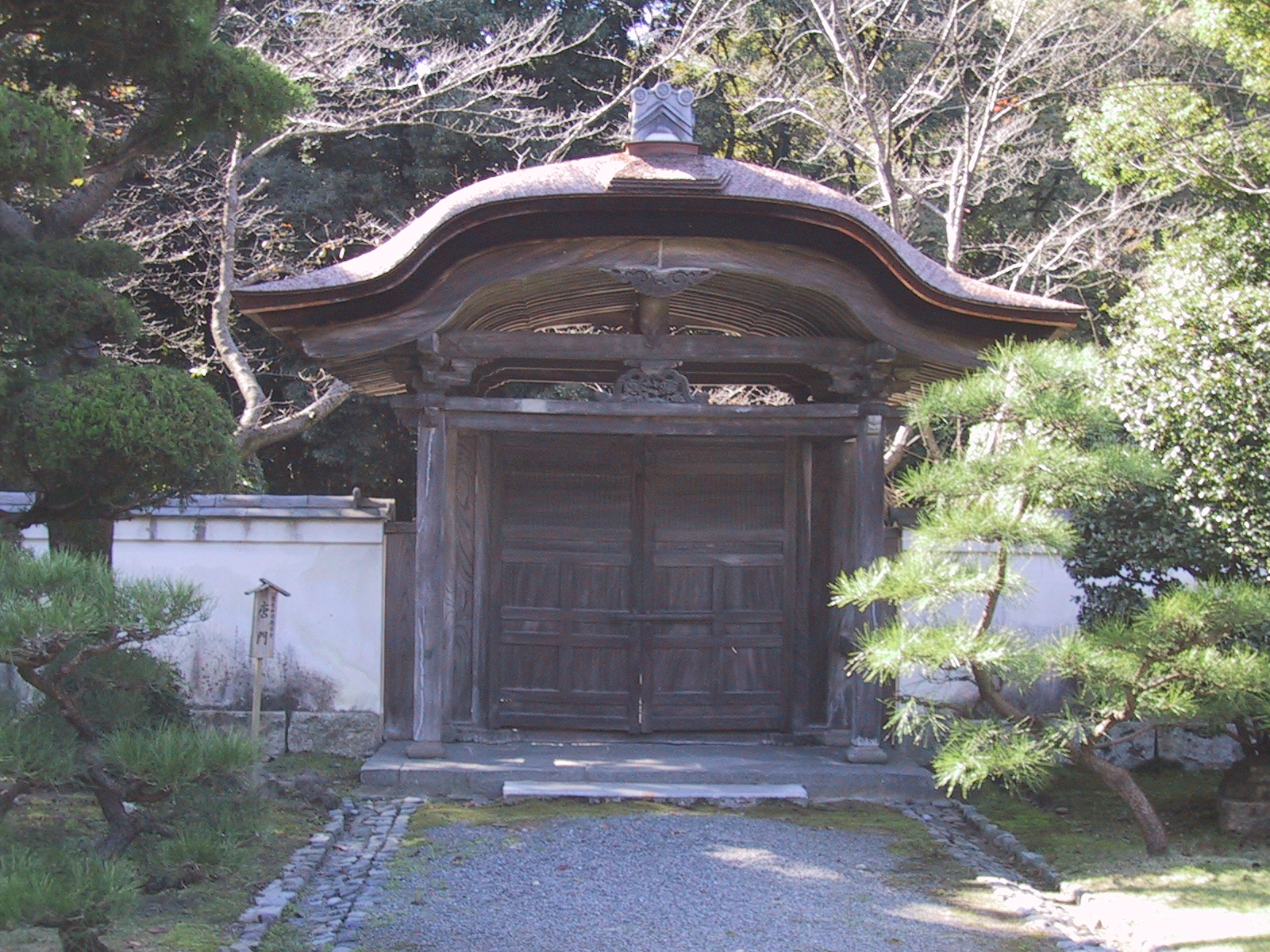
أوراكو-إن: المدخل الرئيسي للحديقة

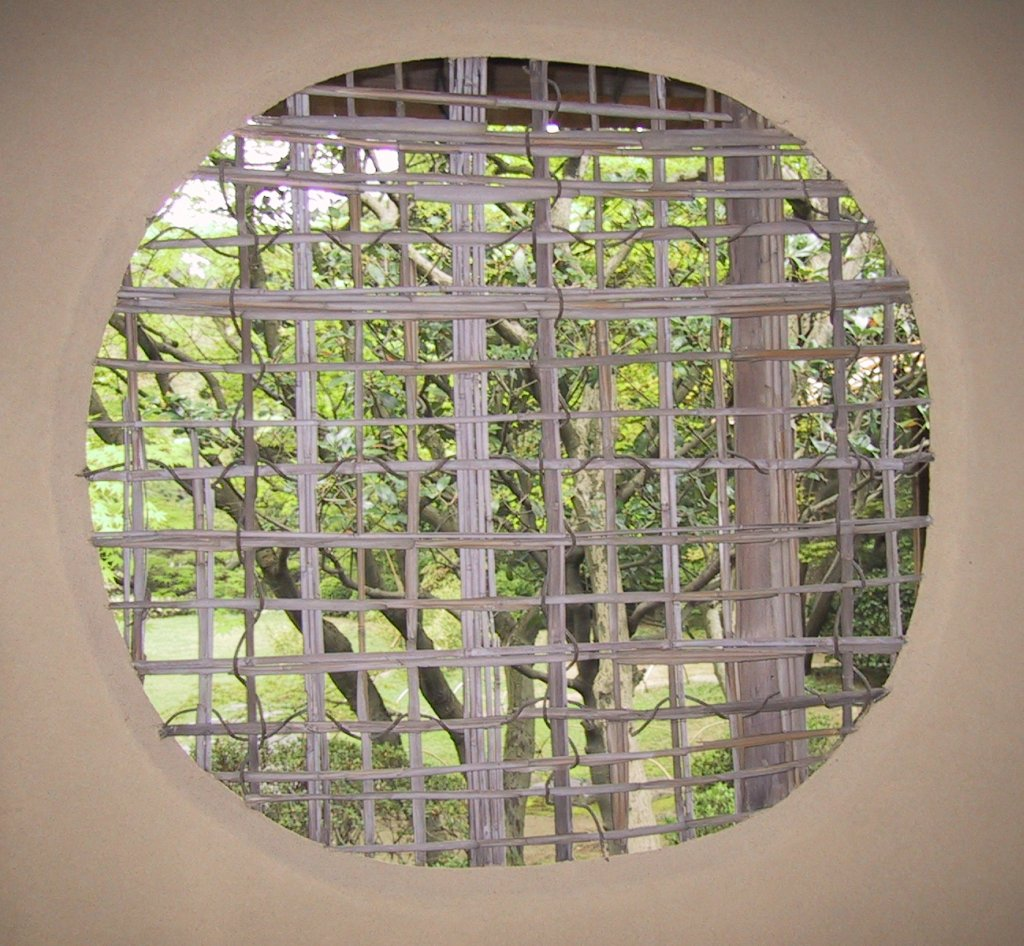
أوراكو-إن: منظر من لإحدى النوافذ داخل الجناح الخاص

## حدائق يابانية شهيرة

### في اليابان
تقوم وزارة التعليم اليابانية بتحديد أكثر الحدائق الوطنية جمالاً تحت قانون حماية الممتلكات الثقافية، وفي عام 2007 كان أكثر من نصف هذه الأماكن هي حدائق يابانية
الخط العريض يشير إلى أن الموقع هو مواقع التراث العالمي:
- منطقة توهوكو
  - حديقة موتسو-جي (هيرازومي، إيواته)
- منطقة كانتو
  - كايراكو-إن (ميتو، إيباراكي)
  - ريكوغي-إن (بونكيو، طوكيو)
  - هاماريكيو (تشوأو، طوكيو)
- منطقة تشوبو
  - كينروكو-إن (كانازاوا، إيشيكاوا)
- منطقة كانساي
  - حديقة جيشو-جي (كيوتو، كيوتو)
  - قلعة نيجو (كيوتو، كيوتو)
  - حديقة روكوأون-جي (كيوتو، كيوتو)
  - حديقة ريوان-جي (كيوتو، كيوتو)
  - حديقة تينريو-جي (كيوتو، كيوتو)
  - حديقة دايغو-جي (كيوتو، كيوتو)
  - سايهو-جي (كيوتو، كيوتو)
  - حديقة دايتوكو-جي (كيوتو، كيوتو)
  - حديقة دايسن-إن في دايتوكو-جي (كيوتو، كيوتو)
- دايجو جي في (فوشيمي-كو، كيوتو)
  - إسو-إن (نارا، نارا)
  - حديقة نيغورو-جي (إواده، واكاياما)
- منطقة تشوغوكو
  - متحف أداتشي (ياسوغي، شيمانه)
  - كوراكو-إن (أوكاياما، أوكاياما)
- منطقة شيكوكو
  - حديقة ريتسورن (تاكاماتسو، كاغاوا)
- منطقة كيوشو
  - سويزن-جي (كوماموتو، كوماموتو)
- جزر ريوكيو
  - شيكينا-إن (ناها، أوكيناوا)

إلا أن هناك حديقتين لا تتبعان لوزارة التعليم اليابانية وهي التابعة للمتلكات الإمبراطورية، حيث يقوم بالإشراف عليها وكالة رعاية القصر الإمبراطوري وهي:
- حديقة كاتسورا الإمبراطورية[1]
- حديقة شوغاكو-إن الإمبراطورية[2]

## تاريخ الحدائق في اليابان
يعتبر تصميم الحدائق أحد أهم الفنون اليابانية التي تم صقلها على مدى يتجاوز الألف عام ،حيث يمكن إنشاء الحدائق اليابانية بأشكال وأساليب عديدة مع اختلاف الهدف منها، ومن الأمثلة على ذلك حدائق التجوال والتي كانت وسيلة لترفية عن أمراء فترة إيدو، وحدائق الحجارة بهدف التأمل الديني من قبل رهبان الزن، ومن الجدير بالذكر إن عدد هائل من الحدائق تم العثور عليها في اليابان وبشكل خاص في كيوتو العاصمة السابقة لليابان.

## أنواع الحدائق
لقد تم بناء الحدائق على مر التاريخ في اليابان بشكل خاص من قبل الطبقة الأرستقراطية والرهبان والمحاربين والسياسيين والصناعيين للأغراض مختلفة، فمنها ما كان بهدف، المتعة وللاستجمام ومنها ما انشأ لأغراض دينية، فتطور الحدائق في اليابان تأثر بقوة بالملامح الدينية والثقافية للفترة التاريخية التي عاصرت إنشائها الأمر الذي انعكس على أنواع الحدائق المختلفة وتطورها، وبينما بعض أنواع هذه الحدائق اختفى واندثر عبر السنيين، إلا أن بعضها الأخر صمد وثبت حتى يومنا هذا.
المراحل التي مرت بها الحدائق في اليابان:-

## اليابان المبكر (قبل 794)
تشكلت في هذه الفترة إحدى أشكال الحدائق البدائية في اليابان التي كانت مخصصة لعبادة الآلهة في وسط الطبيعة. حيث كان يقوم الإنسان بإحاطة الموقع المنشود بالحصى، وحسب كتاب التاريخ للثقافة الصينية القادمة من«البر الصيني الرئيسي»، يمكن تمييز هذا الشكل من الحدائق المبكرة من مزارات الشينتوا القديمة من الحصى المحيطة بها، فعلى سبيل المثال في ضريح إيسه حيث تم إحاطة مبناه بمساحة واسعة من الحصى.
كما أن اعتماد الثقافة الصينية والبوذية على نطاق واسع منذ القرن السادس كان له بالغ الأثر في تصميم الحدائق اليابانية، فخلال ذلك الوقت كان بناء الحدائق مقتصرا على القصور الإمبراطورية للاستجمام وتسلية الإمبراطور والطبقة الأرستقراطية، حيث كانت تقام الممرات المائية والبحيرات كنقطة مركزية، كما أنها احتوت على الكثير من العناصر البوذية والطاوية وحاولت أعادت إنتاج مناظر طبيعية شهيرة.
لسوء الحظ أيا من هذه الحدائق لم يصمد حتى اليوم، إلا انه وبناء على تحقيقات علم الآثار في نارا، تم إعادة إنشاء حديقة القصر الشرقي في قصر هيجوا بشكل دقيق، وتم فتحها أمام العامة في العام 1990 حيث أنها تزود الزائرين بفكرة جيدة حول هذا النوع من الحدائق المبكر.

## فترة هييآن(794-1185)
خلال فترة هييآن الهادئة نسبيا، انتقلت العاصمة إلي كيوتو حيث قامت الطبقة الأرستقراطية بقضاء الكثير من وقتها في الفنون، حيث بدؤوا ببناء حدائق بطراز «شيندن زوكوري» (باليابانية: 寝殿造) في قصورهم، حيث أن حدائق واسعة شيدت لإقامة الحفلات وفعاليات الاستجمام كالإبحار في القوارب وصيد السمك والأنشطة الترفيهية التقليدية.
حدائق شيندن تم وصفها بالتفصيل في القصيدة الكلاسيكية (حكاية جينجي)، حيث استلهمت من الأفكار الصينية، ومن الملامح المميزة لهذه الحدائق بحيرة كبيرة تتوسطها عدد من الجزر متصلة مع بعضها البعض من خلال الجسور على شكل أقواس حيث يمكن للقوارب العبور من أسفلها، والساحات المرصوفة بالحصى أمام المبنى تستخدم لترفية، بينما واحدة أو أكثر من المقصوران تمتد داخل الماء، لكن لم يبق اليوم أي حديقة من هذا النوع، لكن بعض من هذه البحيرات وجدت مندمجة في الحدائق الحديثة كبحيرة اوساوا في معبد ديكاكو-جي في كيوتو

## فترةكامكوراوموروماشي(1192-1573)
في بداية فترة كاماكورا تم سحب السلطة من الطبقة الارستقراطية المحيطة بالحاكم لتصبح بيد النخبة العسكرية والمحاربين بشكل كامل، الأحكام العسكرية طبقت على بوذيي الزن الجدد، الأمر الذي كان له بالغ الأثر في تصميم الحدائق، حيث بنيت الحدائق مرفقة بالمعابد لمساعدة الرهبان في التأمل والتقدم الديني بدلا من الترفيهية والاستجمام.
حيث أن الحدائق أصبحت أصغر، ابسط وأكثر اعتدالا، لكنها بقيت تحتفظ بنفس العناصر السابقة كالبحيرات والجزر والجسور والمساقط المائية، لكن التطور الأكثر بروزا نحو التقشف كان ظهور حدائق كارسانوسي الجافة والتي استخدمت فقط الحجارة والحصى والرمال دون الماء لإظهار عناصر الجمال.
الكثير من الحدائق من هذه الفترة لا زالت ظاهرة للعيان في أيامنا هذه، خاصة في معابد الزن الأمامية في كيوتو، كمعبد ريون-جي، ومعبد دياتوكو-جي، ومعبد تنريو-جي وكوكيديرا، ومن الامثلة الأكثر قدما موجودة أيضا في كوكيديرا تشمل حدائق الزن المبكرة كسويزن-جي وكينشو-جي.

## فترةأزوتشي-موموياما(1573-1603)
حدائق الشاي (تشانياوا) وقد ظهرت قبل هذا التاريخ بكثير لإقامة مراسم الشاي، لكنها وصلة لذروة تطورها في عهد ازوتشي-من فترة موموياما عندما استعاد الشاي المطور مكانته وطورت اشكالة وتم تعشيقه بروح الـ«وابي سابي» (باليابانية: 侘寂) أي «الأغصان البسيطة»، على النحو الذي نعرفه اليوم.
حدائق الشاي بسيطة وعملية، وتكون من ممر حجري يقود من مدخل الحديقة إلى منزل الشاي، الفانوس الحجري يزود الحديقة بالإضاءة والزينة، بينما حوض الاغتسال (تسوكوباي)يستخدم لطقوس التطهر، يمكن العثور على الكثير من حدائق الشاي في اليابان، مع أن الكثير منها مدمج في حدائق ذات تصاميم ضخمة.

## فترة إيدو(1603-1867)
خلا فترة ايدو، تصميم الحدائق تخلى عن البساطة المميزة لفترة موروماشي، حيث أن الطبقة الحاكمة عادت لتمارس ولعها بالتبذير والمتع، فكنت النتيجة حدائق التجوال الضخمة(strolling gardens) بما تحويه من بحيرات وجزر ومرتفعات صناعية والتي يمكن الاستماع بها من زوايا عديدة على طول الممر الدائري من حولها، كما وتضمنت الكثير من حدائق التجوال حدائق الشاي في تكوينها.
أسياد المناطق الإقطاعية انشئوا هذه الحدائق في كل من منازلهم الرئيسية في المدن وفي عزيهم الثانوية في البلدات، والتي كانت بحاجة لصيانة بشكل دائم في ايدو (طوكيو حاليا)، لذلك يمكننا العثور على هذه الحدائق بشكل نموذجي اليوم في قلاع البلدات السابقة وعدد قليل مبعثر حول طوكيو، ومن أكثر هذه الحدائق شهرة كينروكو-إن في كانازاوا ووحديقة كوراكو-إن في اوكاياما وحديقة ريتسورن كوين في تاكاماتسو وحديقة كاتسورا الإمبراطورية في كيوتا، وحديقة ريكوجين وکویشیکاوا كوركين في طوكيو.
7

## العصرالحديث (1868حتى يومنا هذا)
في فترة ميجي، دخلت اليابان عصر التجديد السريع والتغريب، حيث بنيت حدائق المدن على الطراز الغربي، السياسيون والصناعيين كانوا القوة وراء إنشاء حدائق التجوال الجديدة والتي تحوي عناصر الحدائق الغربية مثل طبقات الزهور والمروج الخضراء، الكثير من هذه الحدائق أنشئت في العاصمة طوكيو مثل حديقة تيين كيوسومي.
بعض مصممي الحدائق الحديثة حاولوا ابتكار أنواع أكثر تقليدية من الحدائق اليابانية، من ذلك إنهم في كثير من الأحيان ضمنوا هذه الحدائق بعض الأفكار الجديدة، مثل حديقة الزن في معبد توفوكو-جي في كيوتا وحديقة الحجر خلف معبد كونغوبو-جي في كويا سان، والتي منذ العام 1930م تعتبر الحديقة الحديثة لمتحف فن الأراتشي قرب ماتسوي.

## معرض صور

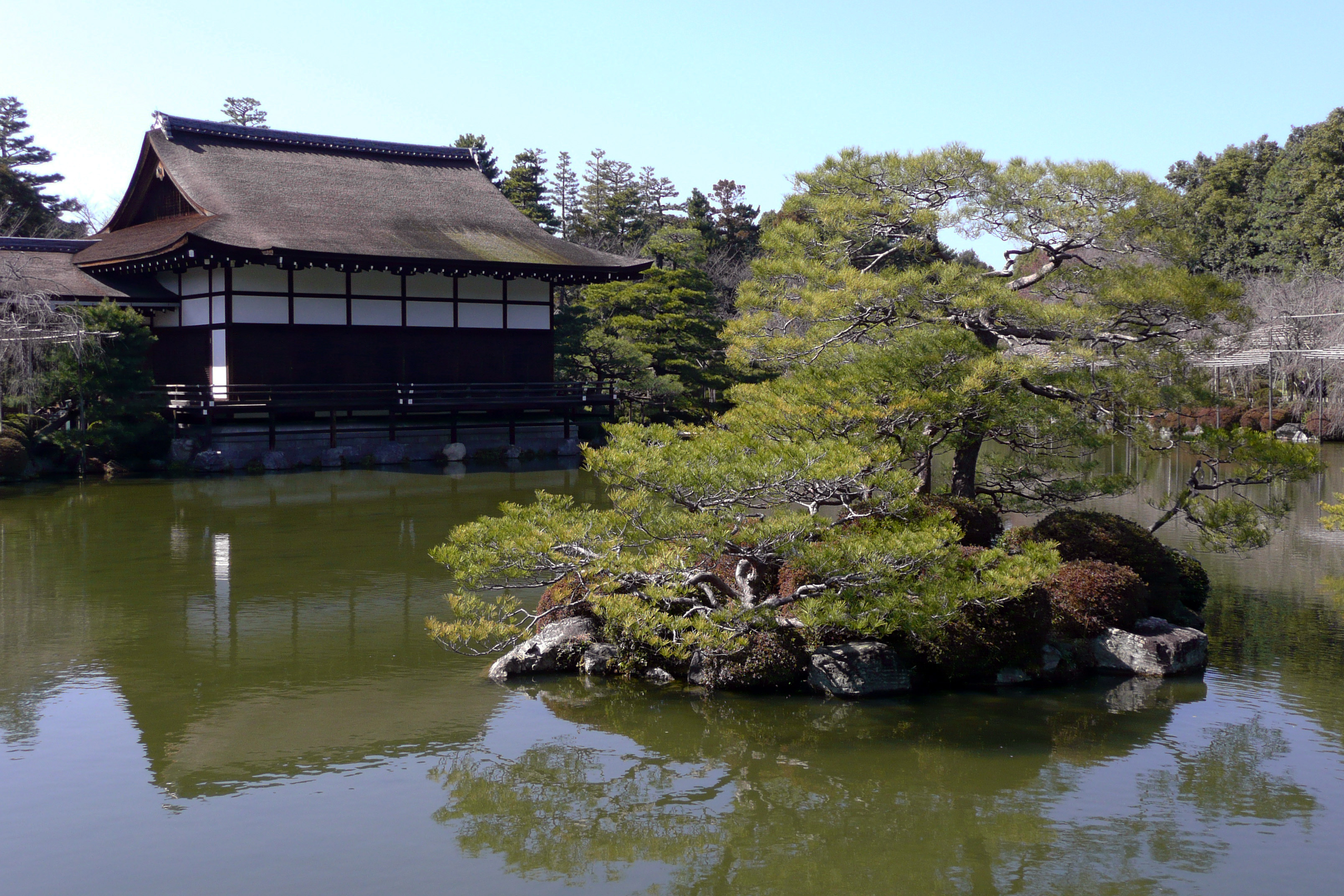
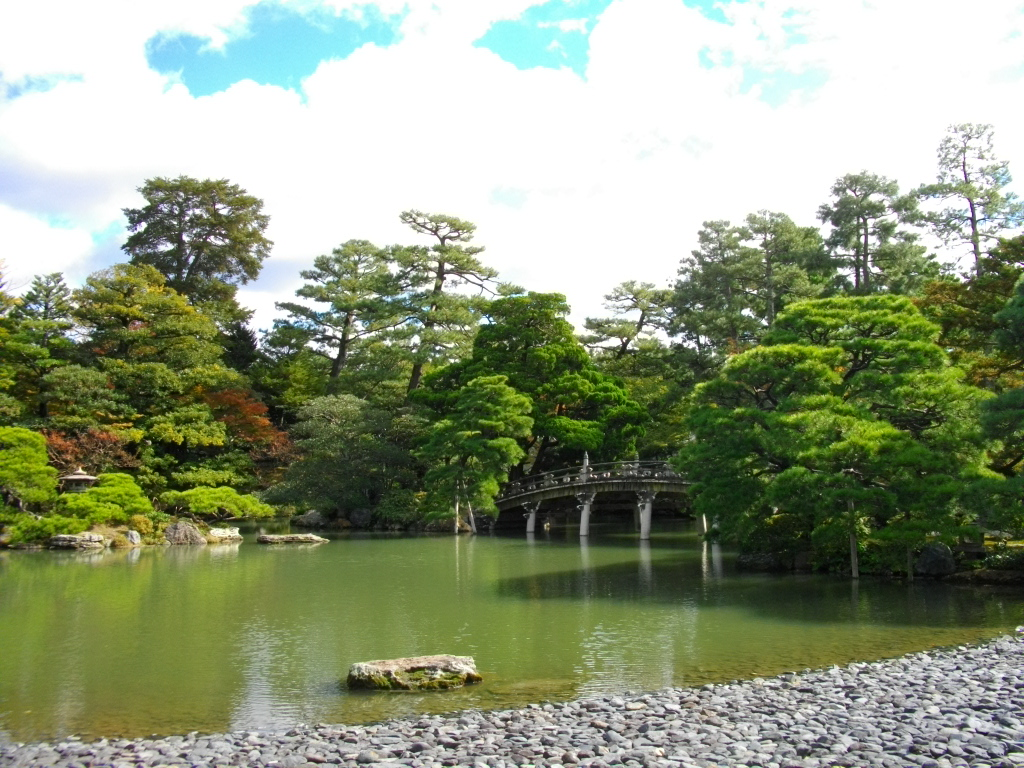
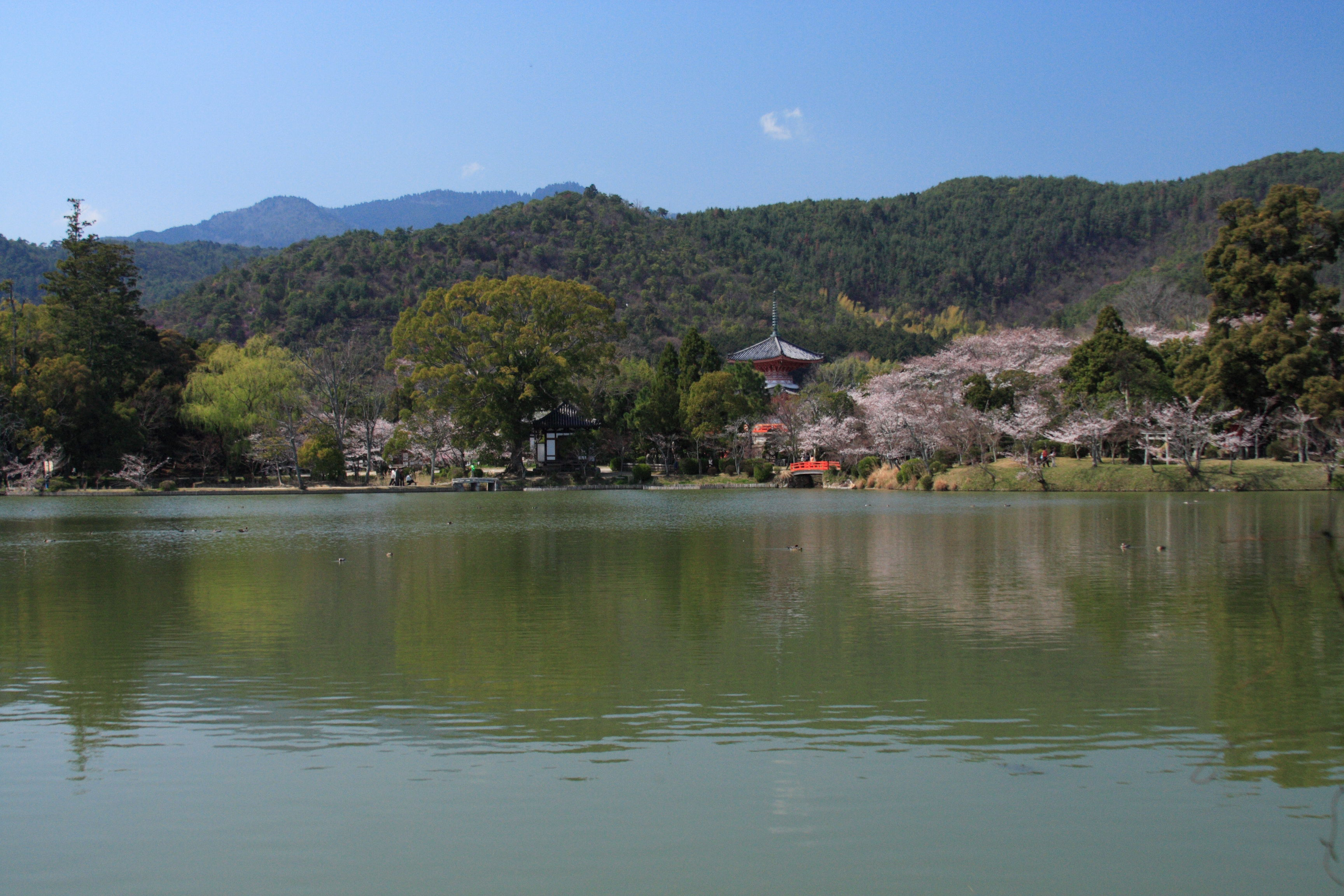
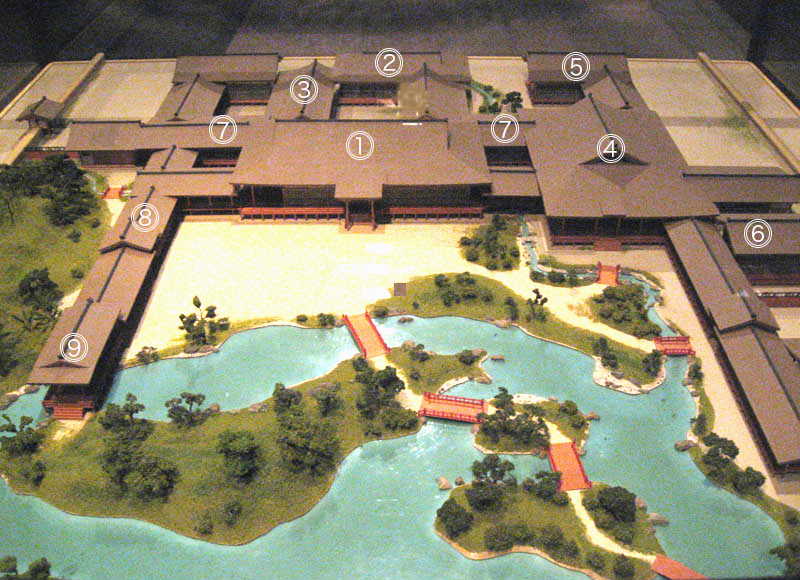
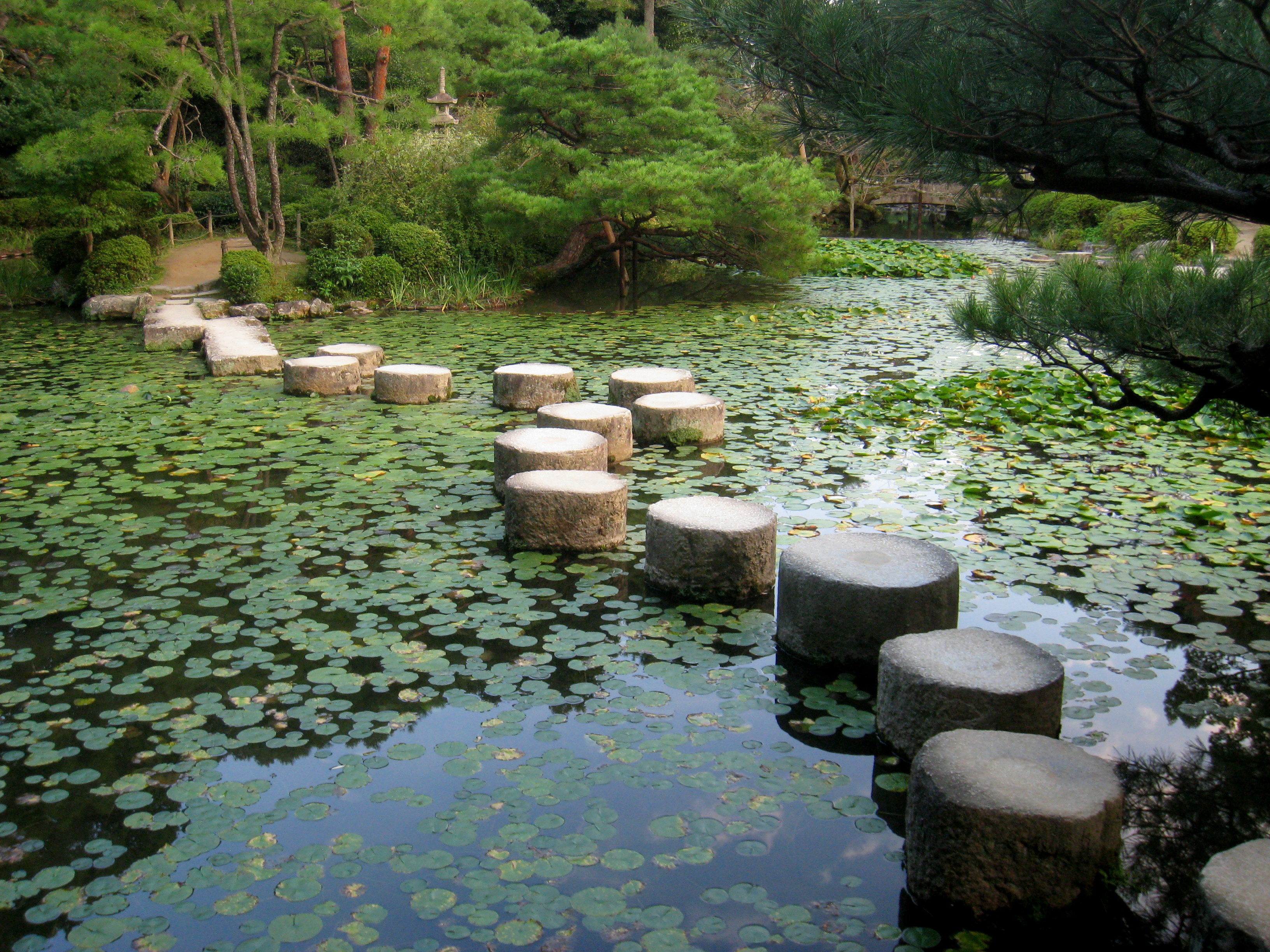

## اقرأ أيضا
- قلعة يابانية